# Jacques Ozanam

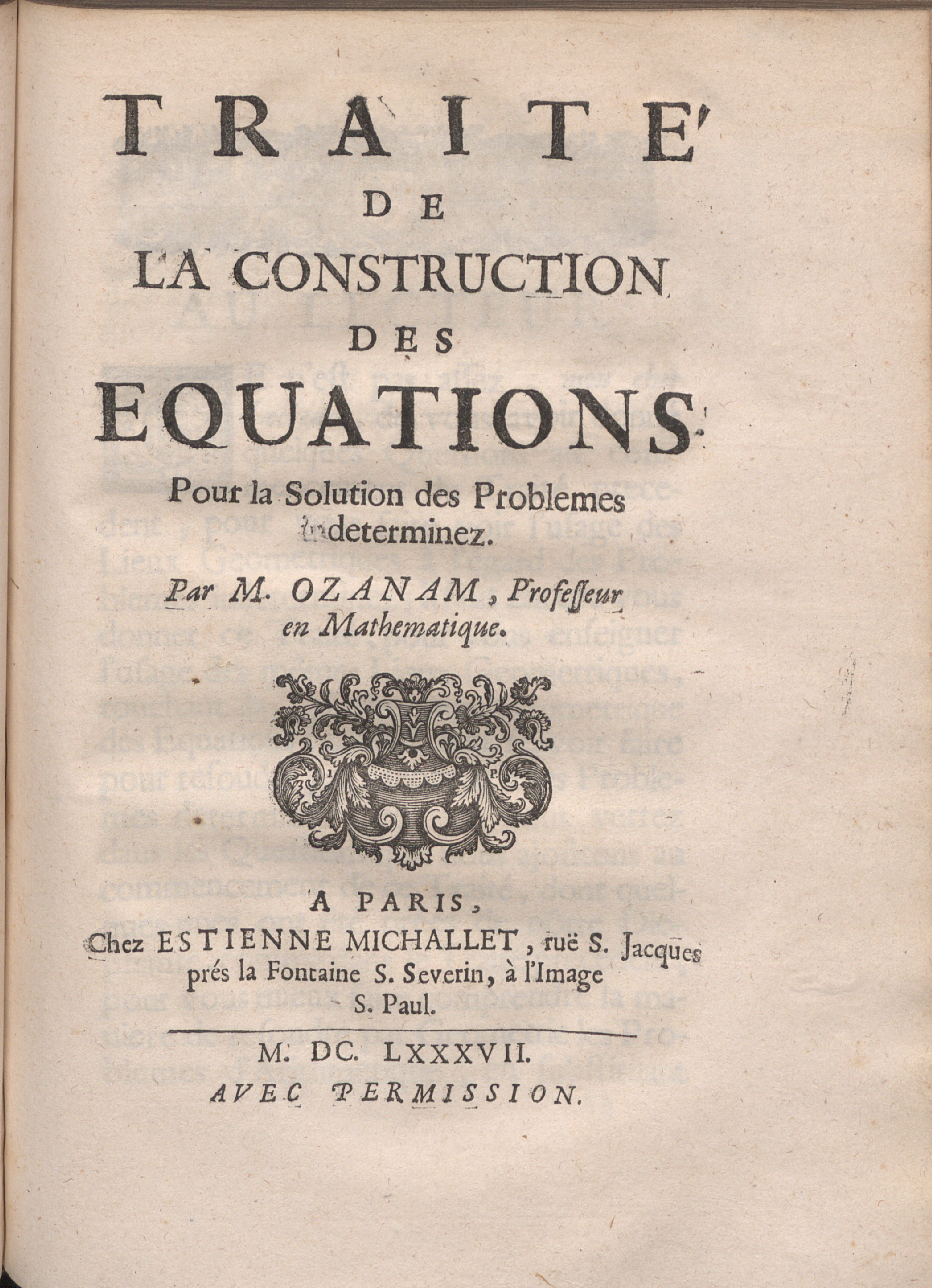
Traité de la construction des equations pour la solution des problemes indeterminez, 1687

Jacques Ozanam (* 16. Juni 1640 in Sainte-Olive (heute im Département Ain); † 3. April 1718 in Paris) war ein französischer Mathematiker.
Ozanam stammte aus einer wohlhabenden, lange vor seiner Geburt konvertierten jüdischen Familie. Aus der gleichen Familie stammt der besser bekannte Frédéric Ozanam. Er studierte zunächst auf Wunsch des Vaters Theologie, war jedoch stärker von der Mathematik angezogen, die er im Selbststudium meisterte. Im Alter von 15 Jahren veröffentlichte er seine erste mathematische Arbeit. Nach dem Tod seines Vaters gab er sein Theologiestudium auf und begann, in Lyon kostenlosen privaten Mathematikunterricht zu geben. Später, als die Familiengüter an seinen älteren Bruder gegeben wurden, war er gezwungen, Gebühren für diesen Unterricht zu verlangen, zumal er als passionierter Spieler viel Geld verlor.
1670 veröffentlichte er trigonometrische und logarithmische Zahlentafeln, die genauer waren als die damals existierenden von Adriaan Vlacq (1628, auch Ulacq geschrieben), Bartholomäus Pitiscus und Henry Briggs. Da er so großzügig war, Geld ohne wirkliche Sicherheiten an zwei ihm unbekannte durchreisende Männer zu leihen, wurde Herr d’Aguesseau (der Vater des französischen Kanzlers) auf ihn aufmerksam, der ihn nach Paris einlud. Dort heiratete er, hatte eine große Familie mit zwölf Kindern (die allerdings meist früh verstarben) und lebte gut davon, Mathematik für Privatschüler, meist Ausländer, zu lehren.
Ozanam publizierte zahlreiche Bücher, von denen sich viele gut verkauften und mehrmals aufgelegt wurden, insbesondere Récréations mathématiques et physiques, das später ins Englische übersetzt wurde. Mit diesem Werk der Unterhaltungsmathematik trug er zur Verbreitung von Mathematik bei (es hatte in Frankreich einen Vorläufer im Werk von Jean Leurechon, auf dem es aufbaut). Les six livres de l’Arithmétique de Diophante augmentés et reduits à la spécieuse wurde von Leibniz lobend erwähnt. 1707 erhielt er bei der Académie royale des sciences den Status eines Schülers (élève) und 1711 den eines Partners. Der Tod seiner Frau stürzte ihn in tiefe Trauer, und durch den Verlust seiner Privatschüler wegen des Spanischen Erbfolgekrieges verarmte er. Er starb in Paris am 3. April 1718 (oft 1717, aber das ist ein Fehler in der Datierung).
Ozanam wurde im Ausland mehr geehrt als zuhause. Er war gläubig und hilfsbereit.

## Schriften
- Table des sinus, tangentes, et sécantes (1670)
- Methode générale pour tracer des cadrans (1673)
- Geometrie pratique (1684)
- Traité des lignes du premier genre (1687)
- De l’usage du compas (1688)
- Dictionnaire mathématique (1691)
- Cours de mathématiques (Paris 1693, 5 Bände; engl. Übers.: London 1712)
- Traité de la fortification" (Paris 1694)
- Récréations mathématiques et physiques (1694, 2 Bände, rev. von Montucla 1778, 4 Bände)
- Nouvelle Trigonométrie (1698)
- Méthode facile pour arpenter (1699)
- Nouveaux Éléments d’Algèbre (1702)
- La Géographie et Cosmographie (1711)
- La Perspective (1711)
- Traité de l’arpentage et du toisé (nouvelle édition, 1803, Digitalisat)